# Bram van der Vlugt
Abraham Rutger « Bram » van der Vlugt, né le 28 mai 1934 à La Haye (province de Hollande-Méridionale) et mort le 19 décembre 2020 à Nieuwegein (province d'Utrecht), est un acteur néerlandais.

## Biographie

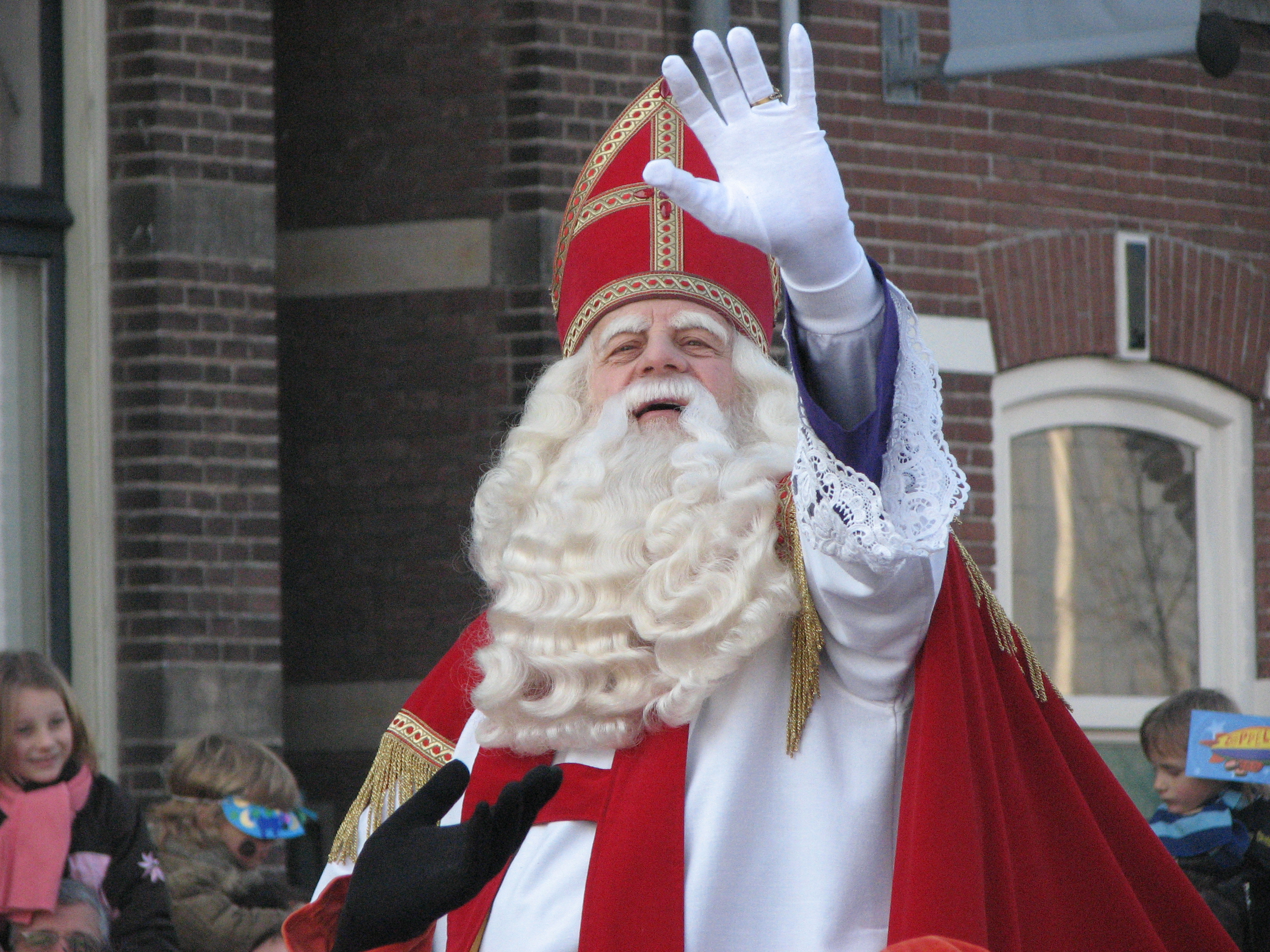
En 2007 dans le rôle de Saint Nicolas

Durant sa carrière, Bram van der Vlugt contribue au cinéma à vingt-quatre films néerlandais (ou en coproduction), le premier sorti en 1976, les deux derniers en 2020, année de sa mort (en décembre) à 86 ans, des suites de la COVID-19. Mentionnons Le Silence autour de Christine M. de Marleen Gorris (1982, avec Edda Barends et Nelly Frijda) et Peter Bell de Maria Peters (2002, avec Quinten Schram et Serge Price). Dans ce dernier, il personnifie Saint Nicolas (rôle qu'il interprète souvent, au cinéma comme à la télévision).
Pour le petit écran, il contribue à onze téléfilms (1975-2013) et soixante-trois séries (1963-2018). En France, son rôle le plus connu est sans doute celui du prince Rollon, dans le feuilleton français La Demoiselle d'Avignon de Michel Wyn (1972, avec Marthe Keller et Louis Velle). Parmi ses autres séries, citons Goede tijden, slechte tijden (2006, où il est Saint Nicolas) et Moordvrouw (2013-2014).
Il prête également sa voix aux versions néerlandaises de films d'animation (ex. : le film français Le Petit Prince de Mark Osborne, 2015) et de séries d'animation.
Enfin, il est acteur de théâtre, jouant notamment dans Cyrano de Bergerac d'Edmond Rostand (version téléfilmée par Ko van Dijk en 1975) et Hedda Gabler d'Henrik Ibsen (1995). En 2000, il reçoit le Louis d'Or, prix d'interprétation dramatique néerlandais, pour son activité théâtrale.

## Filmographie partielle

### Cinéma
- 1955 : La Belle et le Clochard (Lady and the Tramp), film d'animation américain de Clyde Geronimi & al. : Jim Dear (voix, 2e doublage de 1989)
- 1978 : Pastorale 1943 (en) de Wim Verstappen : Van Dale
- 1982 : Le Silence autour de Christine M. (De stilte rond Christine M.) de Marleen Gorris : le psychiatre
- 1992 : Flodder in Amerika! (en) de Dick Maas : l'ambassadeur des Pays-Bas
- 1995 : Filmpje! (en) de Paul Ruven : Dr Lozig
- 1997 : De gordel van smaragd (en) d'Orlow Seunke : Herman
- 1998 : Mulan, film d'animation américain de Tony Bancroft & al. : Fa-Zhou (voix)
- 2001 : Familie (en) de Willem van de Sande Bakhuyzen : Jan
- 2001 : La Belle et le Clochard 2 (Lady and the Tramp II), film d'animation américain de Darrell Rooney & al. : Jim Dear (voix)
- 2002 : Peter Bell (Pietje Bell) de Maria Peters : Saint Nicolas
- 2004 : Mulan 2, film d'animation américain de Darrell Rooney & al. : Fa-Zhou (voix)
- 2012 : Niko, le petit renne 2 (Niko 2 – Lentäjäveljekset), film d'animation en coproduction (dont Pays-Bas) de Jørgen Lerdam & al. : Tobias (voix)
- 2015 : Le Petit Prince, film d'animation français de Mark Osborne : l'aviateur (voix)

### Télévision

#### Séries

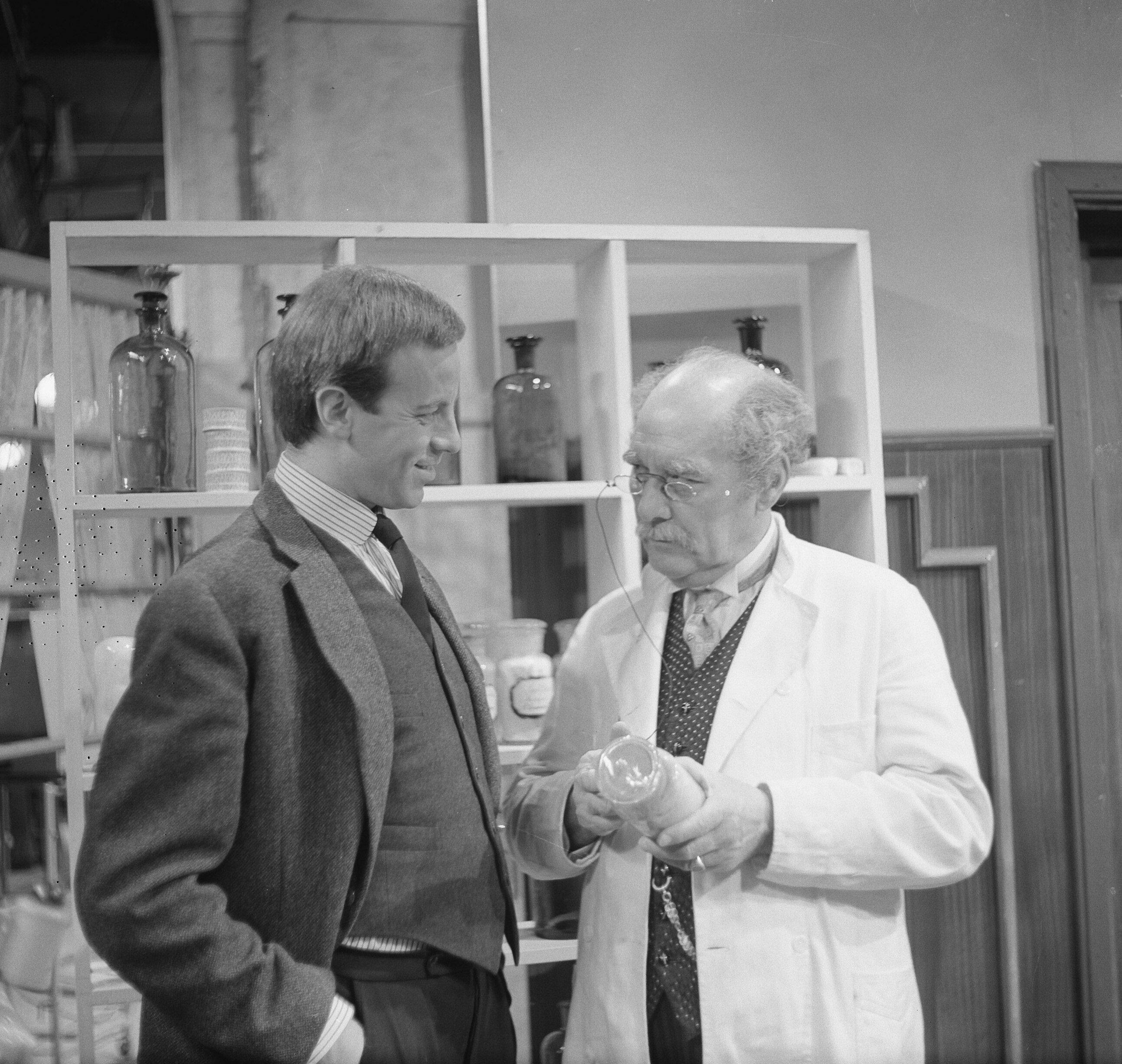
Dans la série Memorandum van een dokter (1963-1965, avec Rob Geraerds à d.)

- 1963-1965 : Memorandum van een dokter (en), 6 épisodes : Dr Alan Finlay
- 1972 : La Demoiselle d'Avignon, feuilleton de Michel Wyn : le prince Rollon
- 1976 : L'Homme d'Amsterdam, mini-série, épisode 2 Enquête sur une idole de Victor Vicas
- 1984 : Guillaume d'Orange (Willem van Orange), mini-série de Willy van Hemert, 5 épisodes : Philippe de Marnix de Sainte-Aldegonde
- 1986-1990 : Kissyfur, série d'animation américaine : Guus (voix)
- 1989-1991 : Alfred J. Kwak, série d'animation néerlando-japonaise : K. Rokodil (voix)
- 2001 : Les Télétubbies (Teletubbies), série d'animation britannique : Saint Nicolas (voix)
- 2005 : Mega Robot Super Singes Hyperforce Go ! (Super Robot Monkey Team Hyperforce Go!), série d'annimation américano-japonaise : Gyrus Krinkle (voix)
- 2006 : Goede tijden, slechte tijden, saison 17, épisode 72 Aflevering 3282 : Saint Nicolas
- 2013-2014 : Moordvrouw, 15 épisodes : Onno Kremer

#### Téléfilms
- 1975 : Cyrano de Bergerac de Ko van Dijk : Comte de Guiche
- 1981 : Verdachte omstandigheden de Bram van Erkel
- 2013 : Nooit te oud de Pollo de Pimentel : Jan de Graaf

## Théâtre (sélection)
- 1964 : De wijze kater d'Herman Heijermans
- 1995 : Hedda Gabler d'Henrik Ibsen : l'assesseur Brack
- 1996-1997 : La Cerisaie d'Anton Tchekhov : Léonid Andréïevitch Gaïev
- 1998 : Copenhague (Copenhagen) de Michael Frayn : Niels Bohr (rôle repris en 2009-2010)
- 2006 : Vol au-dessus d'un nid de coucou, adaptation du roman éponyme de Ken Kesey : Dr Spivey

## Distinctions (sélection)
- 2000 : Louis d'Or décerné pour sa contribution au théâtre